# Saint-Désir
 Saint-Désir  es una población y comuna francesa, situada en la región de Baja Normandía, departamento de Calvados, en el distrito de Lisieux y cantón de Lisieux-3.

## Demografía
| 1048 | 1254 | 1448 | 1449 | 1598 | 1701 |
| Para los censos de 1962 a 1999 la población legal corresponde a la población sin duplicidades (Fuente: INSEE [Consultar]) |      |      |      |      |      |